# Torockó község
Torockó község (románul: Comuna Rimetea, németül: Eisenburg) székely község Fehér megyében, Romániában. Központja Torockó, hozzá tartozik Torockószentgyörgy. Lakossága körülbelül ezer színmagyar fő.

## Leírása
Többnyire jó állapotban lévő, fehér házai 1870 körül épültek, miután a falut tűzvész pusztította el.

## Nevezetességei
1952 óta működik itt néprajzi múzeum a kolozsvári Erdélyi Néprajzi Múzeum égisze alatt, amely a környék munkaeszközeit, különösen a bányaművelés, fémkohászat és famegmunkálás szerszámait mutatja be.

## Népessége
| Lakosok száma | 1086 | 1126 | 1015 |
|               | 2009 | 2011 | 2021 |

## Fordítás
- Ez a szócikk részben vagy egészben  a   Rimetea című olasz Wikipédia-szócikk fordításán alapul.  Az eredeti cikk szerkesztőit annak laptörténete sorolja fel. Ez a jelzés csupán a megfogalmazás eredetét és a szerzői jogokat jelzi, nem szolgál a cikkben szereplő információk forrásmegjelöléseként.